# You and Me (올림픽 주제가)
〈You and Me〉(중국어: 我和你, 병음: Wǒ Hé Nǐ)는 2008년 하계 올림픽의 주제가이다. 올림픽의 개막식에서 류환과 사라 브라이트만이 이 주제가를 불렀다. 장이머우 베이징 올림픽 개막식 총감독은 국부적으로 지키기에서 영국 가수를 선택했다. 이 올림픽의 주제인 "One World, One Dream"은 언어, 인종 또는 종교적인 방벽의 맞은편에 단일성 의미가 있다. 이 노래의 공식판은 4분이고 10 초는 천치강에 의해 구성되어 있다.